# Entreprise adaptée
Pour les articles homonymes, voir EA.
Une entreprise adaptée (EA) est une entreprise qui a la spécificité d’employer au moins 55 % de travailleurs reconnus handicapés.
L’entreprise adaptée permet à ses salariés d’exercer une activité professionnelle dans un environnement adapté à leurs possibilités afin qu’ils obtiennent ou conservent un emploi, en particulier pour les personnes les plus éloignées du marché du travail. Elles peuvent être une passerelle vers d’autres employeurs privés et publics.   
Les entreprises adaptées se distinguent des établissements de service et d’accompagnement par le travail qui relèvent d’un statut médico-social. 

## Présentation
Née avec la loi du 11 février 2005, l'entreprise adaptée est un acteur économique porteur d’une réponse de proximité aux besoins des travailleurs en situation de handicap et employeurs. La réforme du 5 septembre 2018, a permis la transformation du modèle des entreprises adaptées. L'entreprise adaptée a aujourd'hui pour vocation de soutenir le projet professionnel du salarié en situation de handicap, et d’accompagner la réalisation de ce projet dans l’entreprise adaptée elle-même ou avec d’autres employeurs. Deux expérimentations sont accessibles aux entreprises adaptées jusqu’au 31 décembre 2023 : 
- L’accompagnement des transitions professionnelles dans le cadre d’un contrat à durée déterminée dit « tremplin » (CDD Tremplin)[4] ;
- L’entreprise adaptée de travail temporaire (EATT)[5].

Les entreprises adaptées interviennent dans de nombreux secteurs d’activités très variés et opèrent notamment sur un ensemble de métiers, parmi les plus représentatifs on y trouve les espaces verts, l’agriculture, les transports, la production et sous-traitance industrielle…[réf. souhaitée]

## La législation autour de l'obligation d'emploi de travailleurs handicapés
Toute entreprise d’au moins vingt salariés doit employer des travailleurs en situation de handicap dans son effectif, à hauteur d’un minimum de 6 %. Lorsqu’elles ne remplissent pas cette obligation, les entreprises doivent verser une contribution aux organismes de sécurité sociale.
Les entreprises ont la possibilité de sous-traiter et de valoriser leurs achats passés auprès des entreprises adaptées. En effet, travailler en partenariat avec une entreprise adaptée permet aux entreprises d’obtenir une réduction du montant de leur contribution à l’obligation d’emploi des travailleurs handicapés (OETH).

## Cadre législatif

### Conditions pour devenir une entreprise adaptée
Les entreprises adaptées peuvent être créées par des organismes privés ou publics y compris des collectivités territoriales. Elles peuvent prendre des formes juridiques variables : associations, sociétés commerciales ou établissements publics notamment.
Le statut d’entreprise adaptée correspond à un agrément de l’État. Pour être agréée, une structure doit signer un contrat (dit contrat d’objectifs et de Moyens (CPOM) avec le préfet de région. Ce contrat est d’une durée maximum de cinq ans. La demande est déposée à la direction régionale de l'économie, de l'emploi, du travail et des solidarités. Ce contrat peut prévoir des aides financières de l’État.
Les conditions d’agrément et de fonctionnement des entreprises adaptées sont précisés dans un texte de référence . 

### Conditions pour recruter des travailleurs en situation de handicap en entreprise adaptée
L’entreprise adaptée pourra recevoir une aide financière afin de recruter des titulaires de la reconnaissance de la qualité de travailleur handicapé (RQTH). Les titulaires de la RQTH peuvent être :
- soit recrutées sur proposition du service public de l’emploi (France Travail, Cap emploi[9] et missions locales) ;
- soit recrutées directement par l’entreprise adaptée.

Des critères d'éligibilité spécifiques précis sont prévus par des arrêtés ou dans les cahiers des charges des expérimentations (CDD tremplin ou Entreprise adaptée de travail temporaire). Un objectif : favoriser un public plus diversifié, rajeuni, plus féminisé et moins éloignées de l’emploi.

### Statut des travailleurs handicapés en entreprise adaptée
Les personnes titulaires de la reconnaissance de la qualité de travailleur handicapé (RQTH) recrutées bénéficient des droits et de la protection des règles du Code du travail français. Ils sont salariés avec un contrat de travail à durée de travail déterminée ou indéterminée (CDD ou CDI) ou intérim. Ce statut diffère donc de celui des travailleurs des établissements et services d'accompagnement par le travail (ESAT).
En plus des contrats de travail de droit commun, les entreprises adaptées proposent deux dispositifs destinés à améliorer les transitions professionnelles :
- La mise à disposition (MAD). Elle permet au travailleur handicapé d’exercer une activité au sein d’une autre entreprise, tout en restant attaché à sa structure d’origine.
- Le CDD Tremplin. Ce CDD est conçu comme une passerelle entre les EA et les autres employeurs. La personne situation de handicap peut ainsi élargir ses compétences et répondre aux besoins spécifiques d’une entreprise en vue d’une future embauche.

### Rémunération des travailleurs handicapés
Le travailleur reconnu handicapé reçoit un salaire. Ce salaire ne peut pas être inférieur au Smic.
Il bénéficie également de tous les droits des salariés et d’une protection sociale complète (maladie, maternité, vieillesse, chômage, etc.). 

## Les différentes formes d'entreprise adaptée
- L'entreprise adaptée « socle »[10].
- L’entreprise adaptée de travail temporaire (EATT), spécialiste de l’intérim. L’objectif est de multiplier les expériences professionnelles pour les salariés en situation de handicap et accéder à des formations qualifiantes ou pré-qualifiantes.
- L'entreprise adaptée en milieu pénitentiaire[11]. L’objectif est d’ouvrir aux personnes détenues handicapées les plus en difficultés l’accès aux EA dans le cadre d’un parcours d’accompagnement vers l’emploi initié au sein de l’établissement pénitentiaire et se poursuivant à la sortie de détention pour les détenus en fin ou en courte peine.

## L’Union nationale des Entreprises adaptées (UNEA)
Association loi de 1901, l'Union nationale des entreprises adaptées (UNEA) a pour mission de défendre les intérêts des entreprises adaptées. Elle compte 450 adhérents sur les 750 entreprises adaptées présentes en France. Elle aide ses adhérents en les accompagnant dans leurs démarches administratives. À travers son Académie, elle leur propose des formations adaptées à chaque acteur du domaine du handicap : chefs d'entreprise, personnels d'encadrement, travailleurs handicapés, etc.